# Latécoère Late 611
Латекоэ 611 (англ. Latécoère 611) — французская четырёхмоторная разведывательная и патрульная летающая лодка периода Второй мировой войны. Самолёт был создан в единственном экземпляре, но находился в строю на протяжении всей войны, успев повоевать как на стороне правительства Виши, так и на стороне Свободной Франции.

## История создания
В мае 1935 года штаб флота Франции выпустил техническое задание на летающую лодку — дальний морской разведчик для замены устаревшего Breguet Br.521. В соответствии с заданием фирмой Groupe Latécoère был создан свободнонесущий моноплан с четырьмя радиальными двигателями Gnome-Rhone 14N и двухкилевым хвостовым оперением. Поддерживающие подкрыльные поплавки в полёте убирались электроприводом в мотогондолы. Прототип был построен в Бискарроссе и совершил первый полёт 8 марта 1939 года. В декабре 1939 года французский флот разместил заказ на двенадцать модифицированных Latécoère 612, которые должны были быть оснащены четырьмя радиальными двигателями Pratt & Whitney R-1830. Однако эти самолёты так и не были построены.

## Эксплуатация
12 апреля 1940 года лодку сдали авиации флота, назвав её «Ахернар». В конце мая 1940 года Late 611 перелетел в Северную Африку. Согласно условиям перемирия самолёт был разоружён. 29 июля стоявшая на якоре в Порт-Лиотэ лодка получила повреждения днища и водяного руля, когда в неё врезался другой гидроплан. После ремонта самолёт поступил на вооружение флота правительства Виши, где вошёл в состав эскадрильи Е4 в качестве дальнего разведчика.
В ноябре 1942 года, после вторжения союзников в Северную Африку, эскадрилья 4E присоединилась к силам Свободной Франции, осуществляя патрулирование в южной части Атлантического океана. В октябре 1943 года эскадрилья была развернута во флотилию 7Е. Эта часть использовала Late 611 вместе с английскими «Сандерлендами».
Самолёт Late 611 был окончательно снят с эксплуатации в 1947 году.

## Тактико-технические характеристики
Источник данных: Green, William. Warplanes of the Second World War, Volume Five, Flying Boats

Технические характеристики
- Экипаж: 7 человек
- Длина: 27,06 м
- Размах крыла: 40,56 м
- Высота: 7,65 м
- Площадь крыла: 195,1 м²
- Масса пустого: 16 034 кг
- Масса снаряжённого: 26 555 кг
- Максимальная взлётная масса: 31 065 кг
- Силовая установка: 4 × радиальный Gnome-Rhone 14N
- Мощность двигателей: 4 × 986

Лётные характеристики
- Максимальная скорость: 349 км/ч
- Крейсерская скорость: 180 км/ч
- Практическая дальность: 4250 км
- Практический потолок: 6 500 м

Вооружение
- Стрелково-пушечное: 4 x 7,5-мм пулемета Дарн, 2 x 12,7-мм пулемета Браунинг в надфюзеляжной турели, 1 x 12,7-мм пулемет Браунинг в кормовой установке
- Боевая нагрузка: 750 кг бомб